# Новосинеглазовский
Новосинеглазовский — упразднённый рабочий посёлок в городском округе Челябинска Челябинской области. В 2004 году включен в состав города и исключен из учётных данных. Ныне микрорайон в составе Советского района.

## География
Расположен на западном берегу озера Синеглазово. Примерно в 15 км. от центра города Челябинска.

## История
Посёлок Новосинеглазово берёт своё начало от |железнодорожной станции Синеглазово, возникшей в 1932 году. Название посёлку дано с учётом расположенного на берегу этого же озера села Синеглазово. До 1957 года посёлок назывался то же Синеглазово, с 1957 г. указом Президиума Верховного Совета РСФСР посёлку присваивается статус рабочего посёлка Сосновского района Челябинской области с названием Новосинеглазовский, в 1963—1964 году посёлок передаётся в состав города Челябинска, но название при этом официально на месте всё время употребляется Новосинеглазово. В 1999 году Челябинская городская дума на основании прошлых документов решает о переименовании посёлка, во исполнение которого 24 июня 2002 года главой администрации посёлка принимается постановление «О переименовании посёлка Новосинеглазовский». Постановлением Законодательного собрания Челябинской области от 29.04.2004 года № 1218 посёлок Новосинеглазовский, как отдельный населённый пункт, исключается из состава Челябинской области. В дальнейшем, включённый в состав города микрорайон и территориальное общественное самоуправление (ТОС) в официальных документах называются «Посёлок Новосинеглазово».
В самом конце 20-х годов возник посёлок Ухановка (названный по фамилии его первого поселенца — Уханова), в котором в 30-м году были построены напольные печи по обжигу извести, так как в этом районе были открыты большие залежи известняков. А озеро Малый Ирентик переименовано в память о переселенце Синеглазове (почти все именные селения вокруг Челябинска — памятники переселенцам, например: Чурилово, Полетаево, Смолино, Казанцево и т. д.).
Посёлок возник после Великой Отечественной войны на землях Исаковского колхоза им. Ворошилова. Начало активного строительства посёлка можно отнести к 1946 году, статус же рабочего посёлка он приобрёл 5 января 1957 года. Тогда же был создан поселковый Совет народных депутатов, существовавший до 1993 года.

## Население
| 1959 | 1970    | 1979    | 1989    | 2002    |
| ---- | ------- | ------- | ------- | ------- |
| 8446 | ↗11 261 | ↗13 020 | ↗15 004 | ↘14 727 |

## Экономика
Основные предприятия посёлка — АО «Трубодеталь», нефтеперекачивающая станция «Челябинск» Челябинского нефтепроводного управления и линейная перекачивающая диспетчерская станция «Челябинск» Восточного производственного объединения АО «Транснефть-Урал».
Активное развитие в посёлке приобрела торговля, увеличилась сеть центров бытового обслуживания — 5 парикмахерских (вместо одной), 5 детских садов, 2 школы, техникум (бывшее ПУ-79), массажный и косметологический кабинеты, ремонт обуви, швейные ателье, несколько игровых залов, частное агентство недвижимости. Имеется почта, телеграф, связь обеспечивает АТС, Технический узел магистральных связей и телевидения. Активно строятся жилые многоэтажные дома.
Также на территории посёлка: ТК «Меркурий», мини-рынок, магазины торговых сетей «Пятёрочка» и «Магнит», супермаркеты «Добрыня», садоводческие кооперативы: «Факел», «Нефтяник», «Силикатчик», «Прогресс», «Трубопроводчик», гаражно-строительный кооператив «Водитель-208» на 3 тысячи гаражей, автомастерские, пожарная часть, АЗС «Газпромнефть», аптеки.
На территории посёлка имелась городская больница № 16, в рамках реформы системы здравоохранения в России, планируется переформировать в подразделения городской клинической больницы № 1 и городской детской клинической больницы № 7.
Население посёлка составляло: около 11 300 жителей (1970 г.), 13 900 (1983), 14 800 (1997), более 15 000 человек (2019 г.).

## Культура
В посёлке имеется дворец культуры имени 60-летия ВЛКСМ (в 2012 был отремонтирован за 65 млн руб., до этого находился в аварийном состоянии и 6 лет не эксплуатировался), стадион, поселковая библиотека, православный храм (в здании бывшего кинотеатра «Дружба»). Так как дворец культуры не соответствовал пожарным требованиям, в середине 2018 года Дворец культуры был закрыт до 2020г.